# 健康管理システム
健康管理システム（けんこうかんりシステム）とは、健康管理を目的としたまとまりや仕組みの全体、系。
健康自体の考え方がかなり広い意味があるため、様々な形での健康管理システムが考えられている。

## 健康管理の動向
体重計や体脂肪計のように、家庭でも簡単に測定できる計測機器が普及されるようになり、その測定結果を紙に記録していたのが通常であった。
その後、パソコンが普及し、また計測機器には通信機能、記録・記憶機能が付加されるようになり、記録を残すことや、健康に関する情報を得ることが比較的簡単にできるようになってきた。
近年では、インターネットや携帯電話の普及、IT革新が著しい形で発展していく中で、これらの環境を上手く駆使した形での健康管理ソフトやサービスが提供され始めた。
また、SNSやブログなどにあるような、ユーザー参加型の仕組みも主流になってきており、ただ単にデータ管理するばかりではなく、仲間意識・競争意識を持たせ、ユーザー同士で解決しあう、新しい健康管理の仕組みが築かれ始めている。
よって、ユーザーはいつでもどこでも様々な形で（ユビキタス）健康に関する情報、サービスを受けることができ、常に新しい情報を活用して健康管理できるようになってきている。
ただし、このように便利になってきたため、情報を得るだけで満足するとか、情報が多すぎて混乱するなど、上手く健康管理ができないという新たな課題が出始めてきている。
また、自身の身体的情報の他者への漏洩の危険性など、情報セキュリティも問題となっている。

## 実例
- タニタの健康応援ネット「からだカルテ」

株式会社タニタヘルスリンクでは、2007年3月8日に、通信機能が搭載された体組成計をはじめとする計測機器と、インターネット上のWebサイトサービスを融合させた新しい健康管理システムとして、タニタの健康応援ネット「からだカルテ」 をリリース（サービス開始）している。また、「からだカルテ」は2009年1月にポータルサイトgooの「ダイエットコミュニティSNS gooからだログ」とデータ連携をしている。